# Општина Источна Илиџа
Општина Источна Илиџа (раније општина Српска Илиџа) је једна од општина града Источно Сарајево у Републици Српској, БиХ. Сједиште општине је у мјесној заједници Кула, насељено мјесто Сарајево. Према подацима Агенције за статистику Босне и Херцеговине на попису становништва 2013. године, у општини је пописано 14.763 лица.

## Географија
Општина Источна Илиџа заузима површину од 28 км². Просјечна надморска висина општине је 500 м. Налази се у крајњем југоисточном дијелу Сарајевског поља у подножју планине Игман. Магистралним путем је повезана са Фочом, локалним регионалним путем преко Требевића са Палама, а мрежом локалних путева је повезана са градом Сарајевом у Федерацији БиХ. Граница између општине Источна Илиџа и Федерације БиХ није обиљежена ни на који начин и на неким мјестима у природи се ради о једној улици која раздваја двије стамбене зграде.

## Насељена мјеста, мјесне заједнице и градске четврти
Измјеном законски регулатива,територијалне организације и Уредбе о насељеним мјестима која чине подручје јединице локалне самоуправе Републике Српске, од 17. јуна 2020. године територију Општине Источна Илиџа чине насељена мјеста: Горње Младице, Касиндо, Крупац, Источна Илиџа, Добриња, Кула, Которац, Доње Младице, Војковићи, Грлица и  Источно Сарајево.
Подручје општине Источна Илиџа од потписивања Дејтонског споразума до 17. јуна 2020. године чинила су насељена мјеста: Горње Младице, Касиндо, Крупац, Сарајево Дио — Илиџа и Сарајево Дио — Сарајево Нови Град.
На подручју општине Источна Илиџа постоје 4 мјесне заједнице: МЗ Војковићи, МЗ Добриња, МЗ Касиндо, МЗ Кула. Раније су постојале и мјесне заједнице Грлица и Крупац.
Градске четврти Источне Илиџе су:
- Касиндо
- Бијело Поље
- Војковићи
- Доње Младице
- Добриња I (дио)
- Добриња IV (дио)
- Кула
- Младичко Поље
- Насеље Старосједилаца
- Павловац

Највеће су Војковићи, Добриња I, Добриња IV, Касиндо. Неколико година послије рата у Младицама изграђено је велико стамбено насеље у којем живе Срби избјегли из других сарајевских општина.
Општина Источна Илиџа настала је од дијелова предратних сарајевских општина Илиџа и Нови Град Сарајево, који су по Дејтонском споразуму припали Републици Српској. Некадашња општина Илиџа је имала површину од 169 км². Прије примјене Дејтонског споразума, 2/3 тадашње Општине Илиџа налазило се под контролом Републике Српске.

## Политичко уређење

### Општинска администрација
Начелник општине представља и заступа општину и врши извршну функцију у Источној Илиџи. Избор начелника се врши у складу са изборним Законом Републике Српске и изборним Законом БиХ. Општинску администрацију, поред начелника, чини и скупштина општине. Институционални центар општине Источна Илиџа је насеље Кула, гдје су смјештени сви општински органи.
Начелник општине Источна Илиџа је Маринко Божовић испред Српске демократске странке, који је на ту функцију ступио након локалних избора у Босни и Херцеговини 2016. године. Састав скупштине Општине Источна Илиџа је приказан у табели.

## Становништво
Велики дио становништва општине чине сарајевски Срби избјегли из других дијелова Сарајевског поља.
Општина заузима површину од 28 km² и у њој живи 16.754 становника (званична процена Републичког завода за статистику Републике Српске за 2004. годину). Исте године је рођено 136 деце, а умрло је 173 становника што чини негативан природни прираштај од -37 становника (последих неколико година је прираштај негативан). Са 527 становника по km² општина Источна Илиџа је најгушће насељена општина Источног Сарајева.

### Национални састав 2013. (коначни резултатиБХАС)
| Етнички састав према попису из 2013.‍ | Етнички састав према попису из 2013.‍ | Етнички састав према попису из 2013.‍ | Етнички састав према попису из 2013.‍ | Етнички састав према попису из 2013.‍ |
| ------------------------------------ | ------------------------------------ | ------------------------------------ | ------------------------------------ | ------------------------------------ |
|                                      |                                      |                                      |                                      |                                      |
| Срби                                 | Срби                                 |                                      | 13.755                               | 93,17%                               |
| Бошњаци                              | Бошњаци                              |                                      | 648                                  | 4,39%                                |
| Хрвати                               | Хрвати                               |                                      | 156                                  | 1,05%                                |
| Остали                               | Остали                               |                                      | 98                                   | 0,66%                                |
| Неизјашњени                          | Неизјашњени                          |                                      | 106                                  | 0,71%                                |
| укупно: 14.763                       |                                      |                                      |                                      |                                      |

## Историја
На подручју општине, изнад Горњег Которца, на брду званом "Илињача" постоји вишеслојни археолошки локалитет Градац на Илињачи који свједочи о настањености на овог простора у распону од праисторијског доба до раног средњег вјека. Историчари претпостављају да се управо на том месту могао налазити и раносредњовјековни град "Катера" (Которац), који спомиње византијски цар Константин VII Порфирогенит (945—959) у свом чувеном дјелу О управљању царством (De administrando imperio) и наводи да се град налазио у области Босне, која је припадала тадашњој Србији. У непосредној близини, на подручју Доњег Которца, на локалитету званом "Црнач", налази се стара некропола са стећцима. Овај археолошки локалитет је 2012. године стављен под државну заштиту као национални споменик у општини Источна Илиџа.
Општина Источна Илиџа је настала током рата у БиХ под називом Српска Илиџа, и представља српски дио пријератне сарајевске општине Илиџа.

## Назив
Општина Источна Илиџа је настала од дела некадашње општине Илиџа, тада је званичан назив општине био Српска Илиџа. Уставни суд БиХ је 27. априла 2004. овај назив прогласио неуставним, након чега је Народна скупштина Републике Српске општини додијелила назив Касиндо, који је био у употреби врло кратко. Законом о измјенама Закона о територијалној организацији Републике Српске ("Службени гласник Републике Српске", број: 103/05), Народна скупштина Републике Српске је назив општине промијенила у Источна Илиџа.

## Дан општине
Дан и крсна слава општине Источна Илиџа је Свети Георгије, дана 6. маја. На дан 4. августа у општини се традиционално обиљежава „Дан одбране Војковића, Грлице и Крупца“, као сјећање на 4. август 1992. када су борци Друге сарајевске бригаде Војске Републике Српске одбранили насеља Војковиће, Крупац и Грлицу од припадника Армије Републике БиХ. Такође се обиљежавају и Дани Касиндолског батаљона у сјећање на одбрану Касиндола током рата у БиХ и погинуле борце Касиндолског батањона 2. сарајевске моторизоване бригаде Војске Републике Српске.

## Здравство
На подручју општине налази се и респектабилан Клинички центар Касиндо са дугом традицијом лијечења. Такође постоји и амбуланта на Младичком пољу, а у току је изградња још једне у Касиндолу.

## Економија
Окосницу развоја чине производни капацитети ФАМОСА, ГП Будућност, ГП Пут, Унион-инвест, УНИС-МГА, Напредак, Ткаоница ћилима, и друге. На овом подручју своја сједишта имају Центротранс и ГРАС, предузећа за превоз путника у градском, приградском и међуградском саобраћају.

## Спорт
У општини Источна Илиџа постоји велики број спортских клубова и организација. Најзначајнији фудбалски клиб из ове општине је ФК Фамос Војковићи. Постоји такође и ОФК Касиндо. Од кошаркашких клубова најзначајнији је КК Игман. На подручју општине налазе се двије спортске сале- у Војковићима и Касиндолу. Из Војковића долази и најуспјешнији џудо клуб Републике Српске - Џудо клуб Фамос.

## Религија
Становништво општине Источна Илиџа је већински православне вјероисповјести. Најзначајнији вјерски објекат у овој општини је православни Храм Св. Василија Острошког на Вељинама. Такође постоји и православна црква у Војковићима, док је црква на Врањешу још у изградњи. Раније је на територији данашње Источне Илиџе, у Касиндолу (дијелу Доње Младице) постојао женски католички самостан реда Служавке Малога Исуса. Самостан је био у функцији од краја 19. вијека до периода након Другог свјетског рата, када је самостан и редовничка имовина национализован. Зграда самостана постоји и данас, и служи као стамбена зграда. Данас, због малог броја становника католичке и муслиманске вјероисповјести, не постоје католички и исламски вјерски објекти на територији ове општине.

## Образовање
На територији општине Источна Илиџа постоје 3 основне и 1 средња школа. Основне школе су ОШ Јован Дучић у Касиндолу (иначе једна од најстарије основаних школа у БиХ које раде и данас, почела са радом 1898. године), ОШ Алекса Шантић у Војковићима и ОШ Петар Петровић Његош. Средња школа у овој општини је Средњошколски центар „Источна Илиџа“.

## Култура
На простору ове општине постоје два културно умјетничка друштва — СКУД Бошко Вујадин из Касиндола и СКУД Војковићи из Војковића. За ову општину је значајан и Међународни ђурђевдански фестивал фолклора.

## Друштво
На подручју ове општине, у Војковићима, брдо Накло, на површини од 24.000 м² налази се државни затвор Босне и Херцеговине.